# Lester Speight
Lester Speight, mais conhecido como "Mighty Rasta" (Baltimore, 28 de agosto de 1963) é um ex-jogador de futebol americano, wrestler e ator norte-americano. 
Rasta também ficou conhecido pelo personagem "Banks" na série americana Prison Break e pelo personagem Calvin do seriado My Wife and Kids.

## Carreira

### Jogador de futebol
Depois de se formar na faculdade em 1985, ele tentou jogar na NFL , mas não conseguiu. Ele tentou entrar para a United States Football League (USFL) no mesmo ano. Durante os testes, ele correu 40 jardas em 4,3 segundos, o que recebeu a atenção do Baltimore Stars . Speight e o gerente de negócios/primo Butch Groover negociaram um contrato de dois anos com o Stars por mais de US$ 200.000. No entanto, a USFL fechou antes mesmo que ele jogasse uma temporada.  Ele estava com o New York Giants em 1987 como jogador substituto durante a greve da NFL de 1987 , mas não jogou em nenhuma partida.  

### Wrestler (lutador)
Depois de sua carreira malograda como jogador profissional, Speight se mudou para o wrestling como "o Voodoo Rasta Man". Não demorou muito tempo para ele sair do wrestling para prosseguir uma carreira de ator.

### Ator
Teve foco no mundo das estrelas quando atuou como Calvin, marido de Jasmine (Ella Joyce) na série My Wife and Kids.
Ele também atuou no filme "13 Moons" e nos seriados Malcolm in the Middle; NYPD Blue; Arli$$; e Prison Break. e em 2007 participou do filme Norbit de Eddie Murphy em 2010 participou de Rápida Vingança e 2011 Transformers: Dark of the Moon.